# Saint-Laurent-des-Combes (Charente)
Pour l’article homonyme, voir Saint-Laurent-des-Combes (Gironde).
Pour les articles homonymes, voir les autres communes Saint-Laurent de Charente.
Saint-Laurent-des-Combes est une commune du Sud-Ouest de la France, située dans le département de la Charente (région Nouvelle-Aquitaine).
Ses habitants sont les Saint-Laurentais et les Saint-Laurentaises.

## Géographie

### Localisation et accès

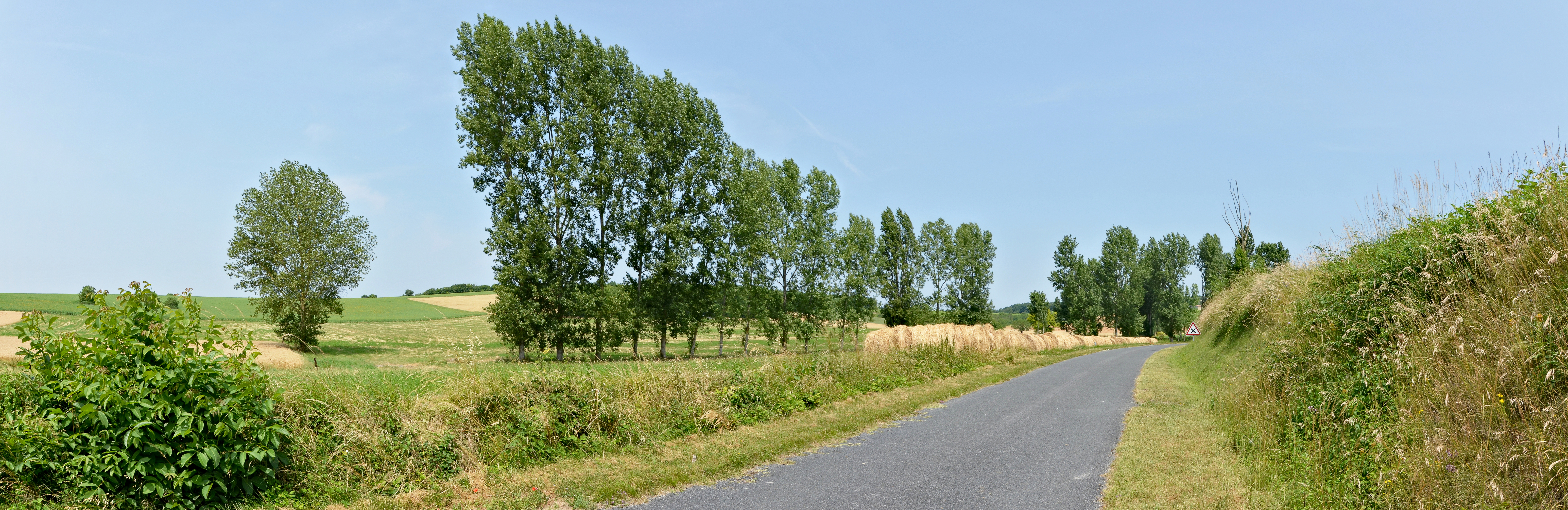
La D 137 près de Saint-Laurent-des-Combes.

Saint-Laurent-des-Combes est une commune du Sud Charente située à 8 km à l'est de Brossac et 34 km au sud d'Angoulême.
Le bourg de Saint-Laurent est aussi à 9 km au sud-ouest de Montmoreau, 9 km au nord de Chalais, 13 km au sud de Blanzac et 20 km au sud-est de Barbezieux.
À l'écart des grandes routes, la commune est traversée par la D 70 et la D 137 qui se croisent au bourg. La D.20 de Chalais à Blanzac limite la commune à l'ouest. La D 674, route d'Angoulême à Libourne, passe à l'est de la commune à 3,5 km du bourg, à Montboyer et Peudry.
Les gares les plus proches sont celle de Chalais et celle de Montmoreau, desservies par des TER à destination d'Angoulême et de Bordeaux.

### Hameaux et lieux-dits
La commune ne comporte pas de hameau en dehors du bourg. Il y a cependant de nombreuses fermes disséminées, comme dans de nombreuses communes du Sud-Ouest.

### Communes limitrophes
| Saint-Félix | Saint-Martial            |           |
| Châtignac   | Saint-Laurent-des-Combes | Montboyer |
|             | Brie-sous-Chalais        |           |

### Géologie et relief

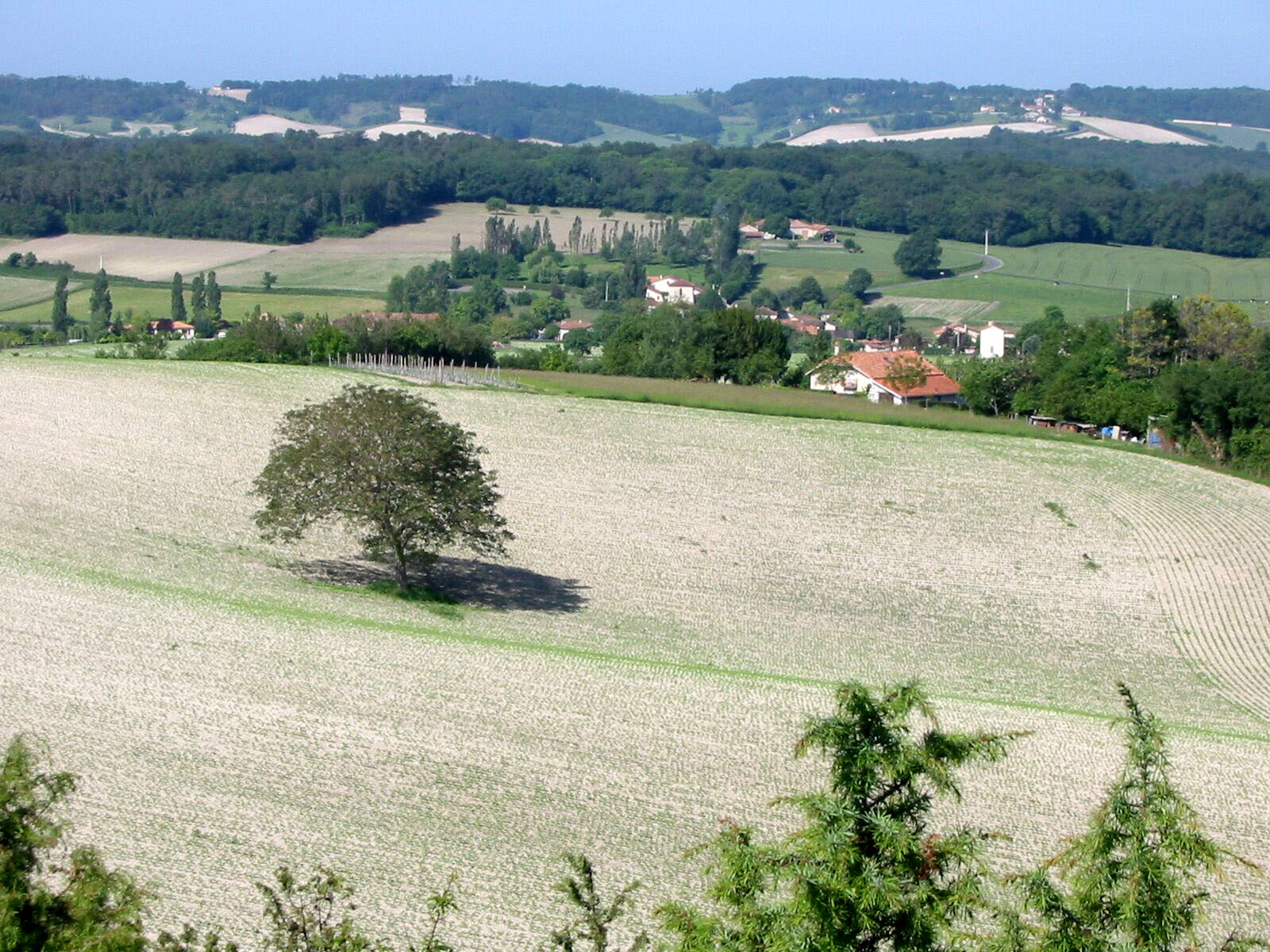
Vue vers Saint-Laurent.

Elle est dans les collines du Montmorélien, paysage de collines de calcaire crayeux datant du Crétacé supérieur, à polyculture (céréales, tournesol, vigne) et bois sur les sommets. On trouve le Campanien sur une grande partie de la commune, mais aussi du Santonien dans les parties basses au sud et à l'ouest sous la forme de formation de recouvrement due aux glaciations du Quaternaire, et dont la présence témoigne aussi de la présence d'un anticlinal,,.
Le relief est assez vallonné, particulièrement sur la bordure orientale de la commune. Des combes, ou têtes de vallées, sont dirigées vers le sud : Combe de chez Caillaud, Combe Priot, Combe des Galeries, Come Rouzeau, Combe du Puits, Combe Peuchaud...
La ligne de crête principale à l'est s'élève jusqu'à 174 m d'altitude en limite nord. Le point le plus bas de la commune est à 74 m, situé à l'extrémité sud-ouest. Le bourg, construit dans la vallée du Reteuil, est à 95 m d'altitude.
La commune est assez boisée, et les bois sont localisés au centre et sud-ouest de la commune.

### Hydrographie

#### Réseau hydrographique

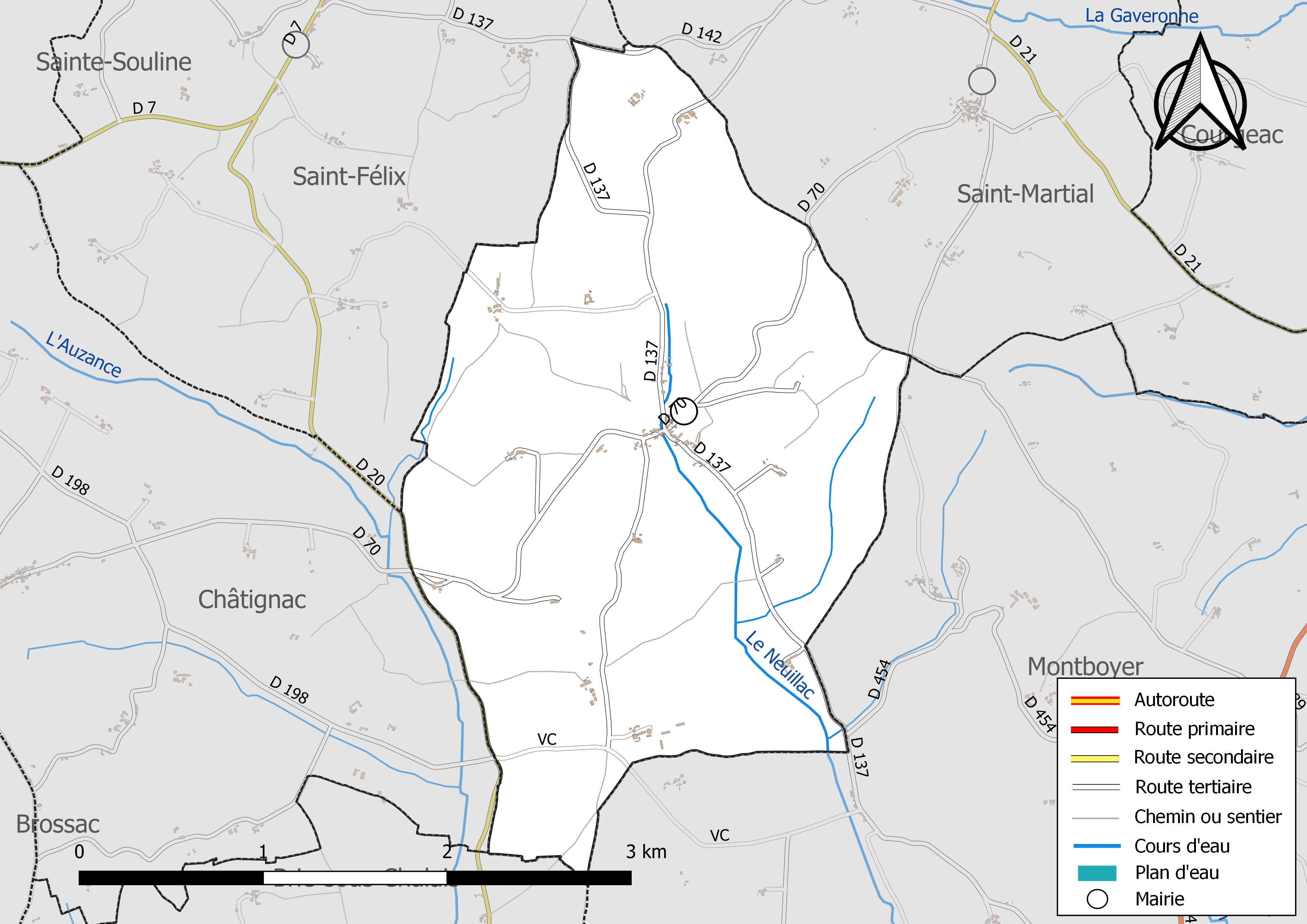
Réseaux hydrographique et routier de Saint-Laurent-des-Combes.

La commune est située dans le bassin de la Dordogne au sein du Bassin Adour-Garonne. Elle est drainée par le Neuillac et par divers petits cours d'eau, qui constituent un réseau hydrographique de 5 km de longueur totale,.
Le Reteuil, ruisseau intermittent, naît au nord de la commune de la Petite Font et la Grand Font, et la traverse du nord au sud. Il passe au bourg, et s'appelle le Neuillac dans la commune voisine de Montboyer avant de se jeter dans la Tude (affluent de la Dronne) en amont de Chalais.
L'Auzance, sous-affluent de la Tude par la Viveronne, prend naissance à l'ouest de la commune et en fait la limite ouest. La Font Saint-Jean fournit un filet d'eau permanent, car tous ces ruisseaux sont à sec en été.

#### Gestion des eaux
Le territoire communal est couvert par le schéma d'aménagement et de gestion des eaux (SAGE) « Isle - Dronne ». Ce document de planification, dont le territoire regroupe les bassins versants de l'Isle et de la Dronne, d'une superficie de 7 500 km2, a été approuvé le 2 août 2021. La structure porteuse de l'élaboration et de la mise en œuvre est l'établissement public territorial de bassin de la Dordogne (EPIDOR). Il définit sur son territoire les objectifs généraux d’utilisation, de mise en valeur et de protection quantitative et qualitative des ressources en eau superficielle et souterraine, en respect des objectifs de qualité définis dans le troisième SDAGE  du Bassin Adour-Garonne qui couvre la période 2022-2027, approuvé le 10 mars 2022.

### Climat
Comme dans les trois quarts sud et ouest du département, le climat est océanique aquitain.

## Urbanisme

### Typologie
Au 1er janvier 2024, Saint-Laurent-des-Combes est catégorisée commune rurale à habitat très dispersé, selon la nouvelle grille communale de densité à 7 niveaux définie par l'Insee en 2022.
Elle est située hors unité urbaine et hors attraction des villes,.

### Occupation des sols
L'occupation des sols de la commune, telle qu'elle ressort de la base de données européenne d’occupation biophysique des sols Corine Land Cover (CLC), est marquée par l'importance des territoires agricoles (85,3 % en 2018), une proportion identique à celle de 1990 (85,3 %). La répartition détaillée en 2018 est la suivante : 
terres arables (60,5 %), zones agricoles hétérogènes (20,6 %), forêts (14,7 %), cultures permanentes (4,2 %). L'évolution de l’occupation des sols de la commune et de ses infrastructures peut être observée sur les différentes représentations cartographiques du territoire : la carte de Cassini (XVIIIe siècle), la carte d'état-major (1820-1866) et les cartes ou photos aériennes de l'IGN pour la période actuelle (1950 à aujourd'hui).

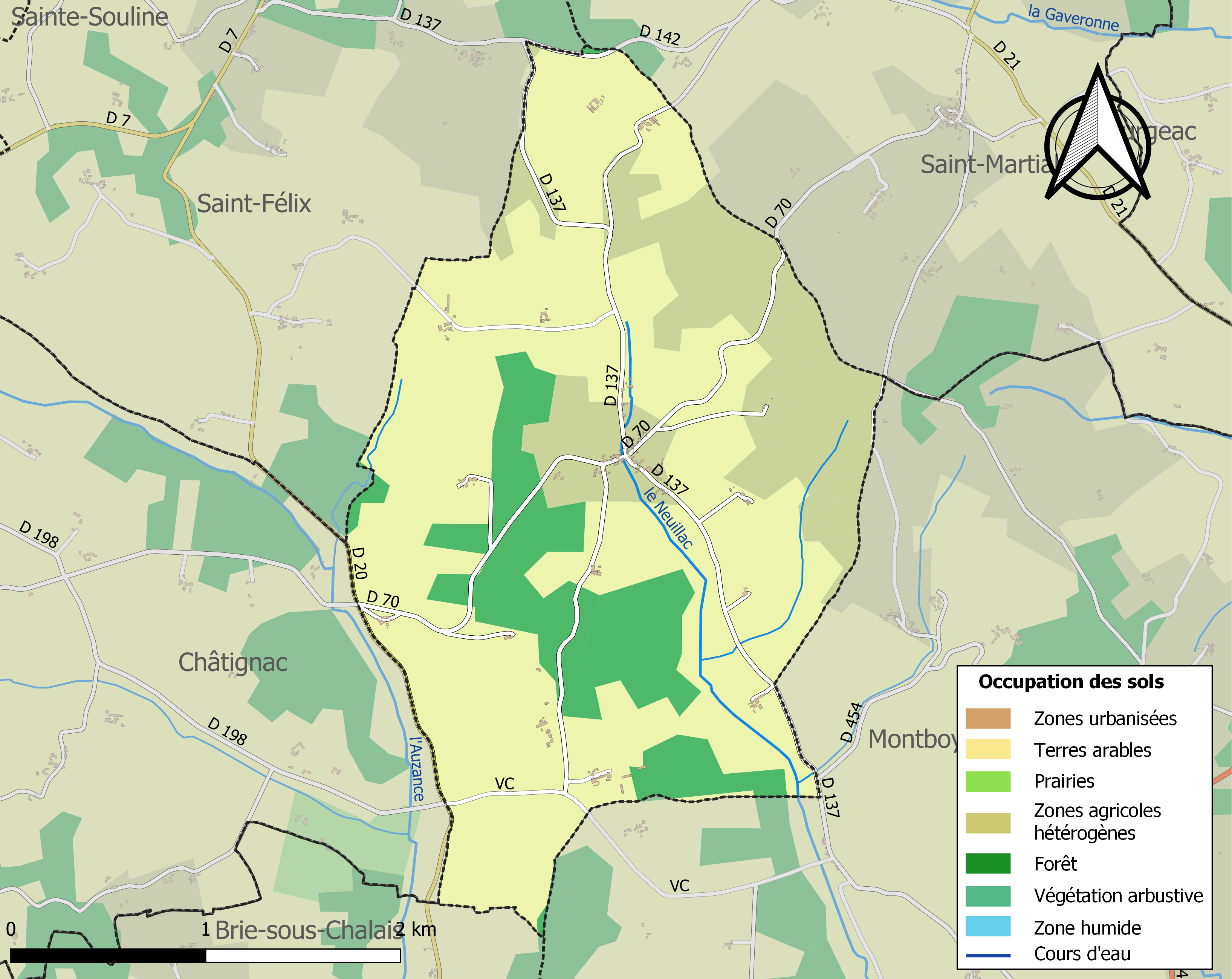
Carte des infrastructures et de l'occupation des sols de la commune en 2018 (CLC).

### Risques majeurs
Le territoire de la commune de Saint-Laurent-des-Combes est vulnérable à différents aléas naturels : météorologiques (tempête, orage, neige, grand froid, canicule ou sécheresse) et séisme (sismicité faible). Un site publié par le BRGM permet d'évaluer simplement et rapidement les risques d'un bien localisé soit par son adresse soit par le numéro de sa parcelle.

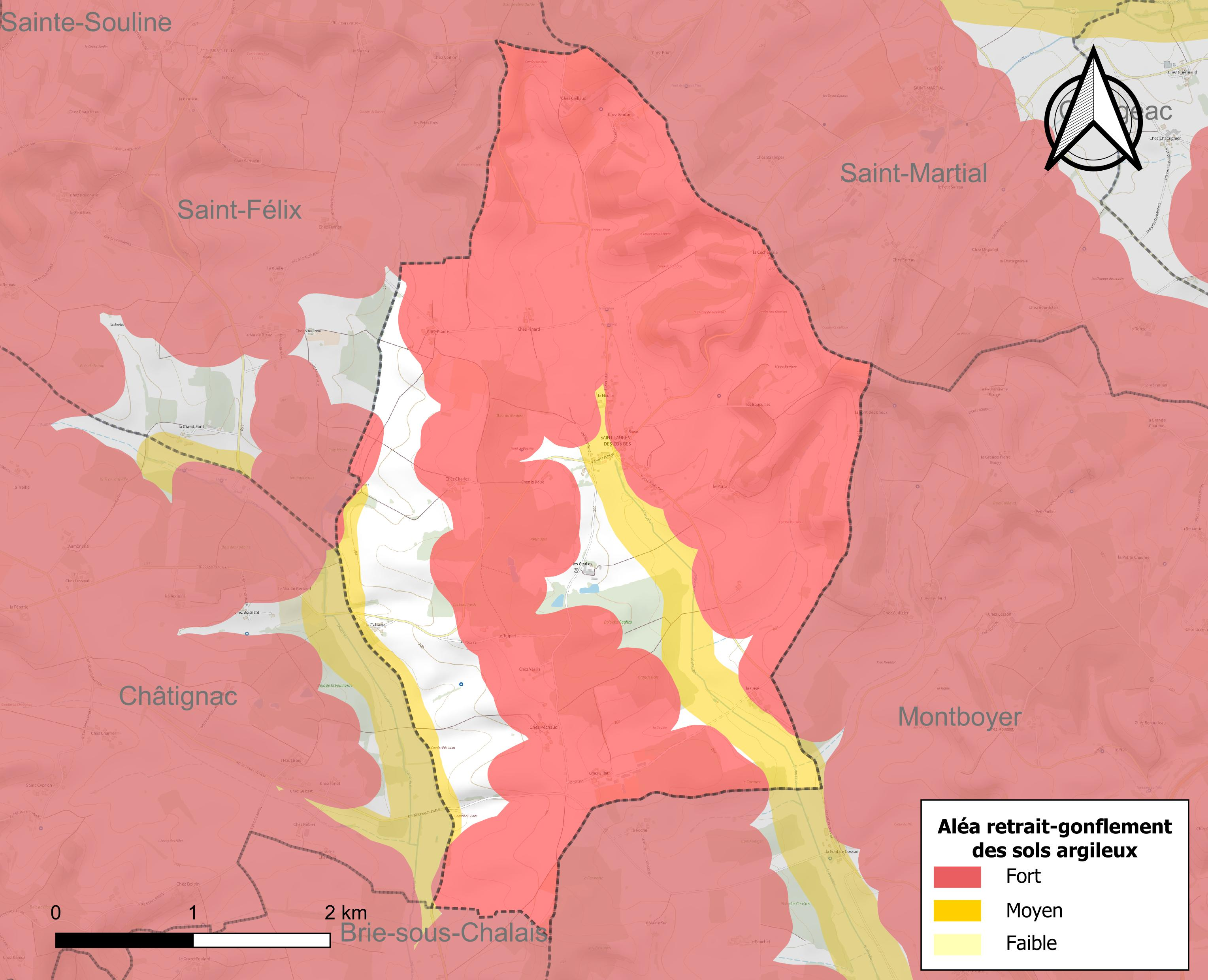
Carte des zones d'aléa retrait-gonflement des sols argileux de Saint-Laurent-des-Combes.

Le retrait-gonflement des sols argileux est susceptible d'engendrer des dommages importants aux bâtiments en cas d’alternance de périodes de sécheresse et de pluie. 85,5 % de la superficie communale est en aléa moyen ou fort (67,4 % au niveau départemental et 48,5 % au niveau national). Sur les 70 bâtiments dénombrés sur la commune en 2019,  61 sont en aléa moyen ou fort, soit 87 %, à comparer aux 81 % au niveau départemental et 54 % au niveau national. Une cartographie de l'exposition du territoire national au retrait gonflement des sols argileux est disponible sur le site du BRGM,.
Par ailleurs, afin de mieux appréhender le risque d’affaissement de terrain, l'inventaire national des cavités souterraines permet de localiser celles situées sur la commune.
La commune a été reconnue en état de catastrophe naturelle au titre des dommages causés par les inondations et coulées de boue survenues en 1982, 1993 et 1999. Concernant les mouvements de terrains, la commune a été reconnue en état de catastrophe naturelle au titre des dommages causés par des mouvements de terrain en 1999.

## Toponymie
Une forme ancienne est Sanctus Laurentius de las Combes (non datée, Moyen Âge).
La paroisse tire son nom de Laurent de Rome (Laurentius), archidiacre, martyrisé à Rome en 259.
Les « combes » sont des vallées sèches, appellation courante dans le Sud-Ouest, dérivant du bas latin comba signifiant vallon, qu'on retrouve en occitan. À noter que la paroisse de Saint-Laurent-de-Cognac a aussi porté ce même nom.
Pendant la Révolution, la commune s'est appelée provisoirement Les Combes.

## Histoire
Sous l'Ancien Régime, Saint-Laurent-des-Combes était une dépendance de la principauté de Chalais.

## Administration

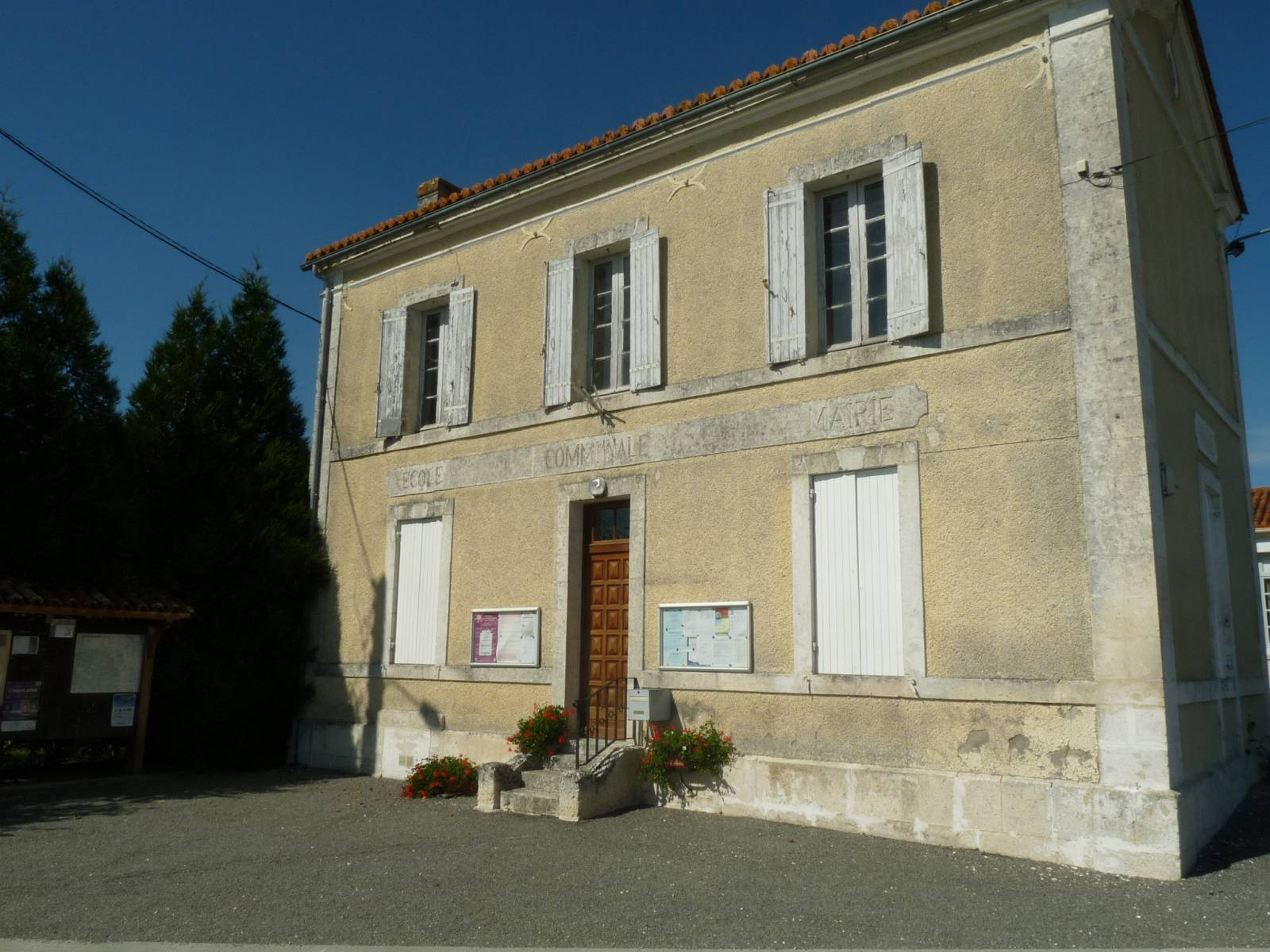
La mairie.

| Période                                  | Période  | Identité          | Étiquette | Qualité           |
| ---------------------------------------- | -------- | ----------------- | --------- | ----------------- |
| Les données manquantes sont à compléter. |          |                   |           |                   |
| 1995                                     | 2008     | Michel Naud       |           |                   |
| 2008                                     | En cours | Christophe Damour | SE        | Consultant en SIG |

## Démographie

### Évolution démographique
L'évolution du nombre d'habitants est connue à travers les recensements de la population effectués dans la commune depuis 1793. Pour les communes de moins de 10 000 habitants, une enquête de recensement portant sur toute la population est réalisée tous les cinq ans, les populations de référence des années intermédiaires étant quant à elles estimées par interpolation ou extrapolation. Pour la commune, le premier recensement exhaustif entrant dans le cadre du nouveau dispositif a été réalisé en 2008.

En 2022, la commune comptait 94 habitants, en évolution de +1,08 % par rapport à 2016 (Charente : −0,48 %, France hors Mayotte : +2,11 %).
| 1793 | 1800 | 1806 | 1821 | 1831 | 1841 | 1846 | 1851 | 1856 |
| ---- | ---- | ---- | ---- | ---- | ---- | ---- | ---- | ---- |
| 383  | 228  | 352  | 359  | 400  | 376  | 345  | 367  | 348  |

| 1861 | 1866 | 1872 | 1876 | 1881 | 1886 | 1891 | 1896 | 1901 |
| ---- | ---- | ---- | ---- | ---- | ---- | ---- | ---- | ---- |
| 322  | 312  | 310  | 329  | 317  | 296  | 273  | 264  | 226  |

| 1906 | 1911 | 1921 | 1926 | 1931 | 1936 | 1946 | 1954 | 1962 |
| ---- | ---- | ---- | ---- | ---- | ---- | ---- | ---- | ---- |
| 217  | 226  | 207  | 190  | 201  | 185  | 193  | 208  | 181  |

| 1968 | 1975 | 1982 | 1990 | 1999 | 2006 | 2008 | 2013 | 2018 |
| ---- | ---- | ---- | ---- | ---- | ---- | ---- | ---- | ---- |
| 167  | 144  | 133  | 89   | 71   | 90   | 95   | 96   | 90   |

| 2022 | - | - | - | - | - | - | - | - |
| ---- | - | - | - | - | - | - | - | - |
| 94   | - | - | - | - | - | - | - | - |

### Pyramide des âges
La population de la commune est relativement âgée.
En 2018, le taux de personnes d'un âge inférieur à 30 ans s'élève à 22,2 %, soit en dessous de la moyenne départementale (30,2 %). À l'inverse, le taux de personnes d'âge supérieur à 60 ans est de 37,8 % la même année, alors qu'il est de 32,3 % au niveau départemental.
En 2018, la commune comptait 49 hommes pour 41 femmes, soit un taux de 54,44 % d'hommes, largement supérieur au taux départemental (48,41 %).
Les pyramides des âges de la commune et du département s'établissent comme suit.
| Hommes | Classe d’âge | Femmes |
| ------ | ------------ | ------ |
| 2,0    | 90 ou +      | 0,0    |
| 6,1    | 75-89 ans    | 12,2   |
| 26,5   | 60-74 ans    | 29,3   |
| 22,4   | 45-59 ans    | 22,0   |
| 14,3   | 30-44 ans    | 22,0   |
| 6,1    | 15-29 ans    | 12,2   |
| 22,4   | 0-14 ans     | 2,4    |

| Hommes | Classe d’âge | Femmes |
| ------ | ------------ | ------ |
| 1      | 90 ou +      | 2,7    |
| 9,2    | 75-89 ans    | 12     |
| 20,6   | 60-74 ans    | 21,3   |
| 20,7   | 45-59 ans    | 20,3   |
| 16,8   | 30-44 ans    | 16     |
| 15,6   | 15-29 ans    | 13,4   |
| 16,1   | 0-14 ans     | 14,3   |

## Économie

### Agriculture
La commune fait partie de l'aire d'origine contrôlée du Cognac « Bons Bois » et de l'AOC/AOP Noix du Périgord.

### Industrie
Une scierie est installée aux Gealles.

### Commerces
- restaurant
- gîtes ruraux

## Lieux et monuments
- L'église paroissiale Saint-Laurent était un ancien prieuré cure bénédictin dépendant de l'abbaye de Brantôme. L'église date du XIe siècle; en partie restaurée au XVe siècle (nef) puis au XIXe siècle. Les bras du transept ont disparu[33].

L'église Saint-Laurent
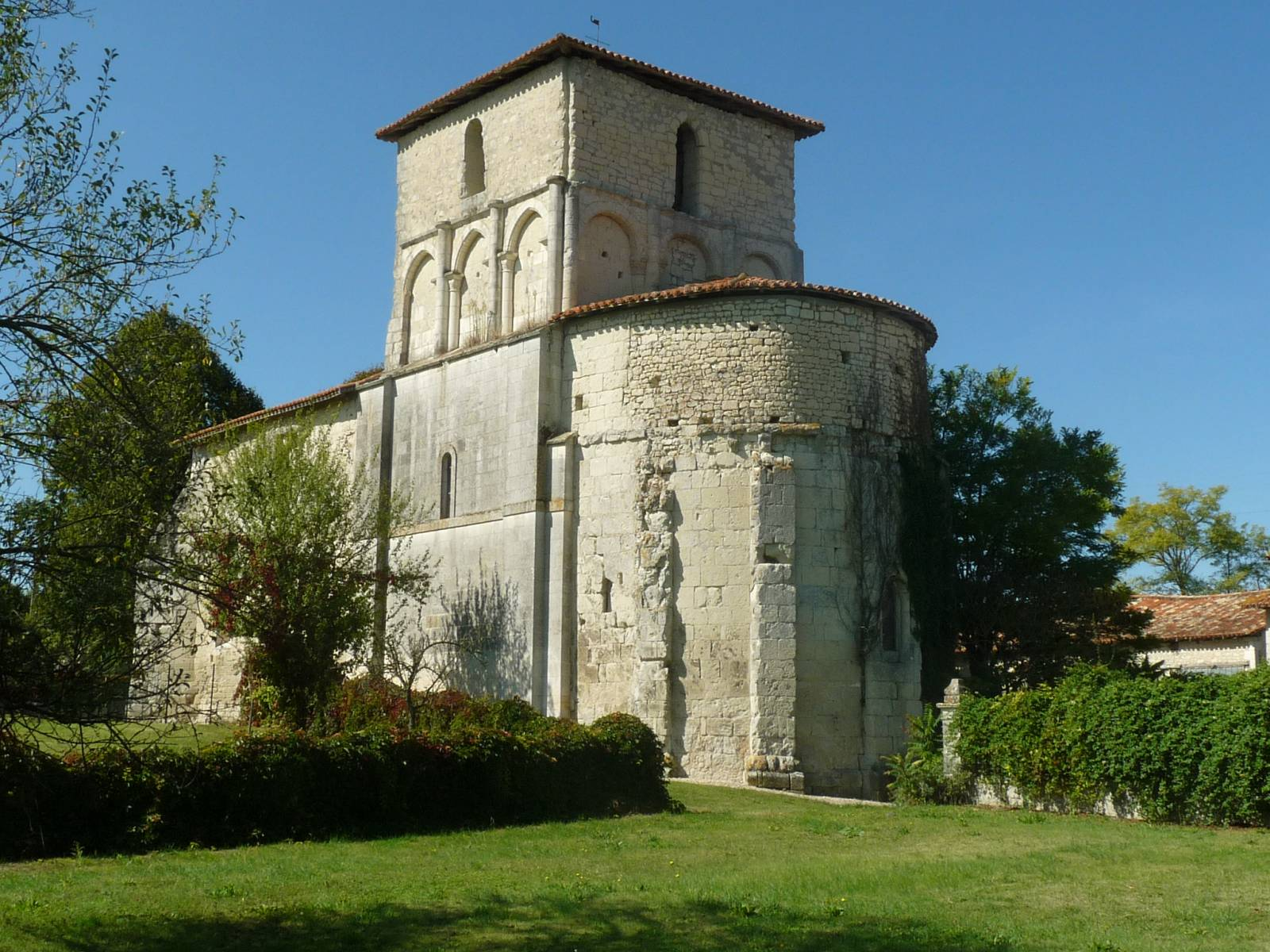
Le chevet et le clocher.
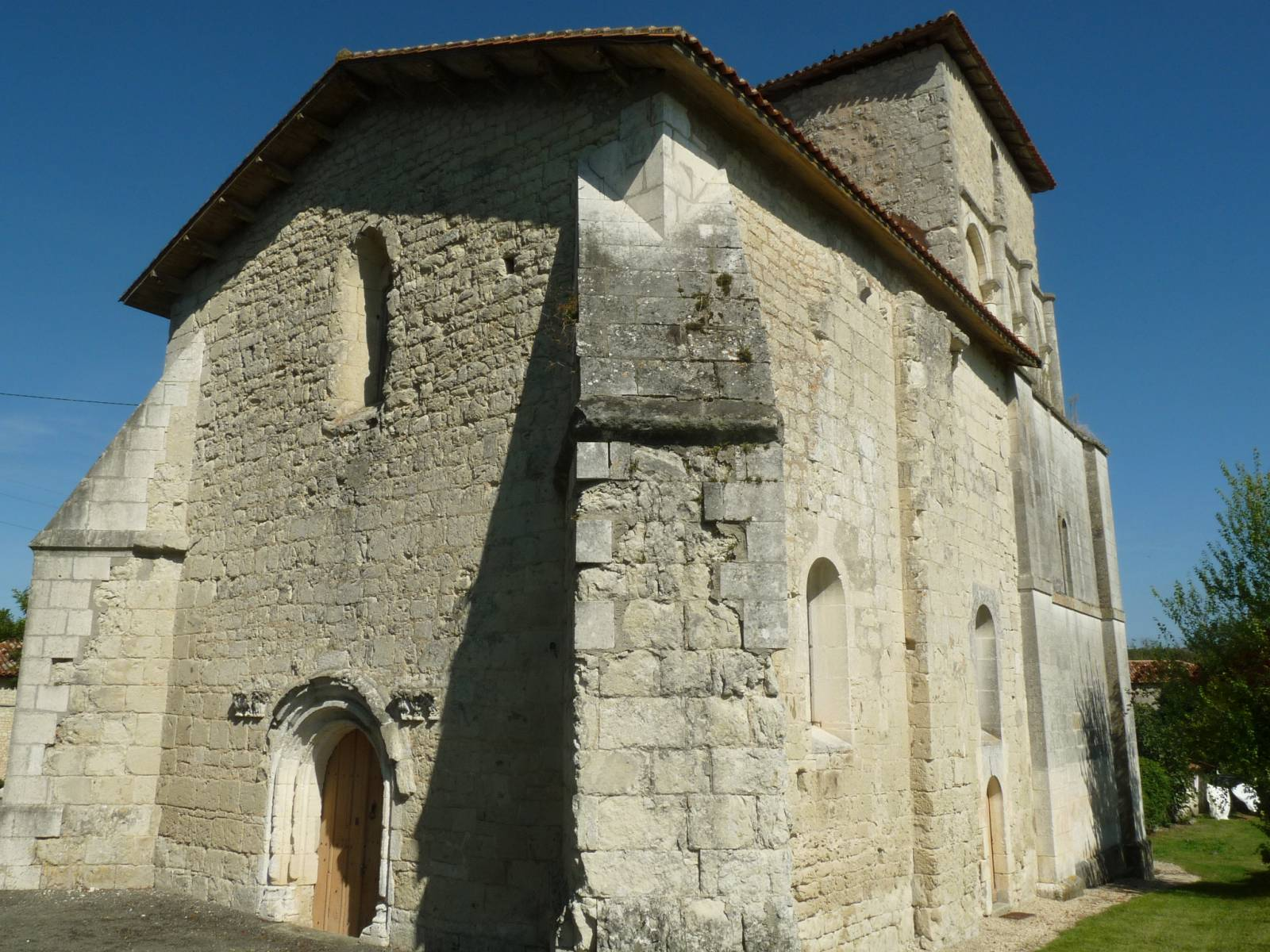
La façade.
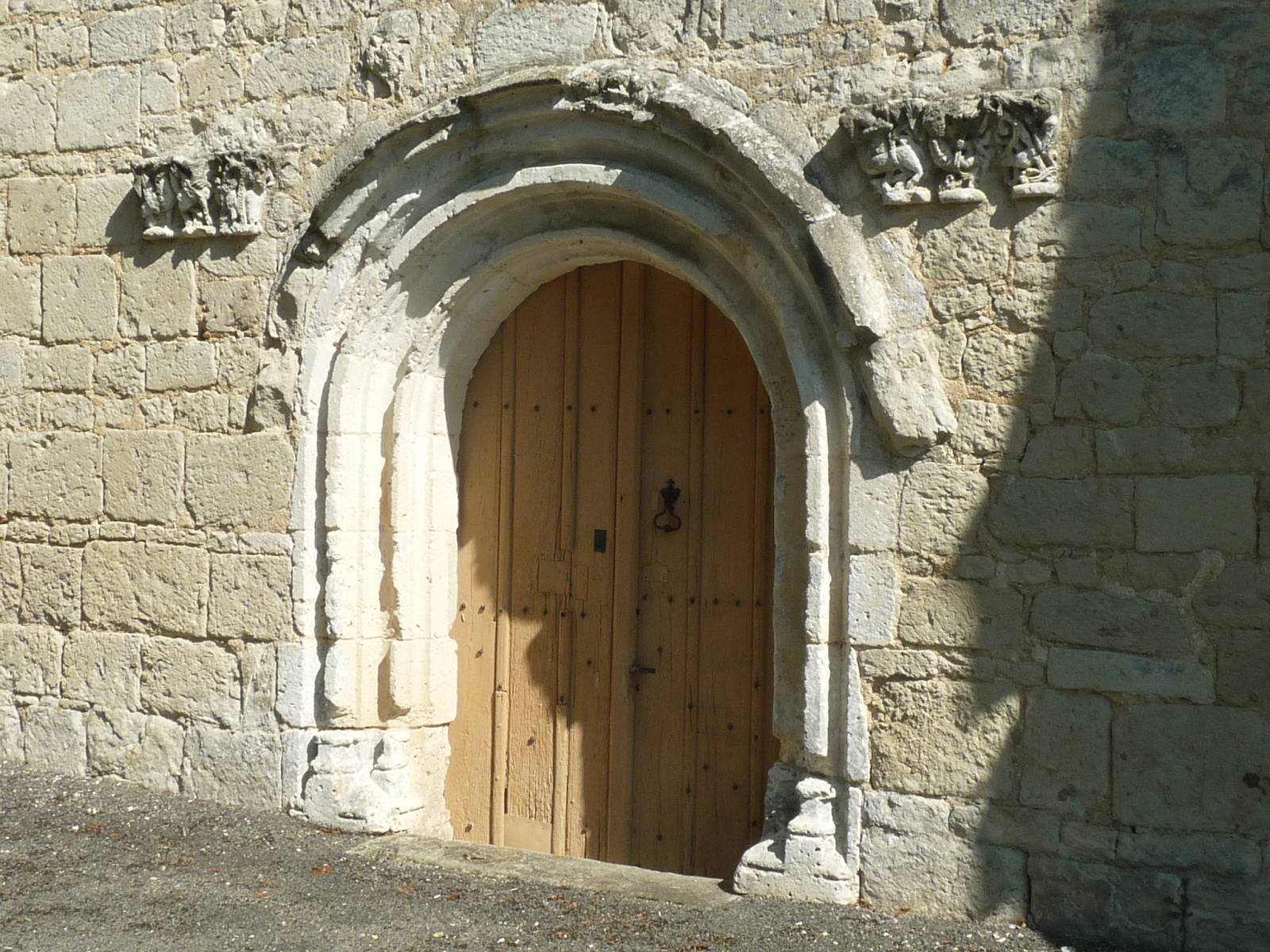
Le portail.

- Manoir du XVIe siècle[34].
- Plusieurs fontaines sont sur la commune :
  - la Font Saint-Jean, à la limite ouest
  - la Petite Font et la Grand Font, à 500 m au nord du bourg
- Un ancien moulin à vent en ruines domine le bourg, au Portail.

## Héraldique
| Blason | Blasonnement : Une grue avec sa vigilance. Commentaires : Blason de Saint-Laurent-des-Combes. |